# Francis de Plunkett
Francis de Plunkett, né le 4 janvier 1820 à Bruxelles et mort le 26 mai 1893 à Paris 9e, est un directeur de théâtre belge.

## Biographie
Frère cadet d’Eugénie et d’Adeline de Plunkett, Plunkett a commencé par jouer la comédie, à Bruxelles, où il est devenu directeur. Des plus intelligents, ayant réalisé une certaine fortune, il s’est installé à Paris où il s’est associé avec Léon Dormeuil (d)  et Adolphe Choler, directeurs du théâtre du Palais-Royal, où il est resté pas moins de 22 années pendant lesquelles sa fortune s’est considérablement augmentée.
Passé ensuite à l’Eden-Théâtre, dont il a été seul directeur pendant quelque temps, il a présidé à des spectacles fastueux et tout aussi fructueux que ce théâtre n’a pas retrouvé, depuis sa direction. C’est également pendant celle-ci qu’a eu lieu la première représentation parisienne en français, du Lohengrin de Richard Wagner, à l’Éden, le 3 mai 1887.
D’apparence placide, il n’était pourtant pas du genre à se laisser faire et était prêt à se battre en duel pour faire valoir son bon droit. Il a ainsi eu avec le patron du Figaro des démêlés armés qui sont restés célèbres,.
Retiré des affaires, il vivait en famille avec son épouse, ex-pensionnaire du théâtre de la rue Montpensier, et sa fille, épouse de l’architecte Maurice Yvon, lorsqu’il est mort subitement, frappé de congestion, en son domicile de la rue La Fayette où, il avait reçu la veille, à diner Paul Mussay, son successeur au théâtre du Palais-Royal. Il repose au cimetière de Neuilly.

## Jugements
« C’était un excellent homme, mais qu’une infirmité désagréable — il était sourd — prédisposait à une grande froideur d’accueil pour les gens qu’il ne connaissait pas. On peut dire de lui surtout « qu’il gagnait beaucoup à être connu. » »

« C’était un homme de rapports sûrs, de gout solide et de grand tact. Il est rare qu’un auteur n’ait pas eu à se louer de ses conseils. »